# Biên niên ký máy bay ném bom bổ nhào
Biên niên ký máy bay ném bom bổ nhào (tiếng Nga: Хроника пикирующего бомбардировщика) là một cuốn tiểu thuyết khôi hài khai thác đề tài cuộc Chiến tranh Vệ quốc vĩ đại của nhà văn Vladimir Kunin, ra mắt lần đầu năm 1966.

## Nội dung

### Nhân vật
- Veniamin Guryevich
- Zhenya Sobolevsky
- Mitka Chervonenko
- Pastukhov
- Sergey Arkhiptsev
- Katya
- Kuzmichyov

## Chuyển thể
- Biên niên ký máy bay ném bom bổ nhào (phim, 1967)